# Millepora boschmai
Millepora boschmai là một loài san hô trong họ Milleporidae. Loài này được De Weerdt & Glynn mô tả khoa học năm 1991.